# Herbert Rosner

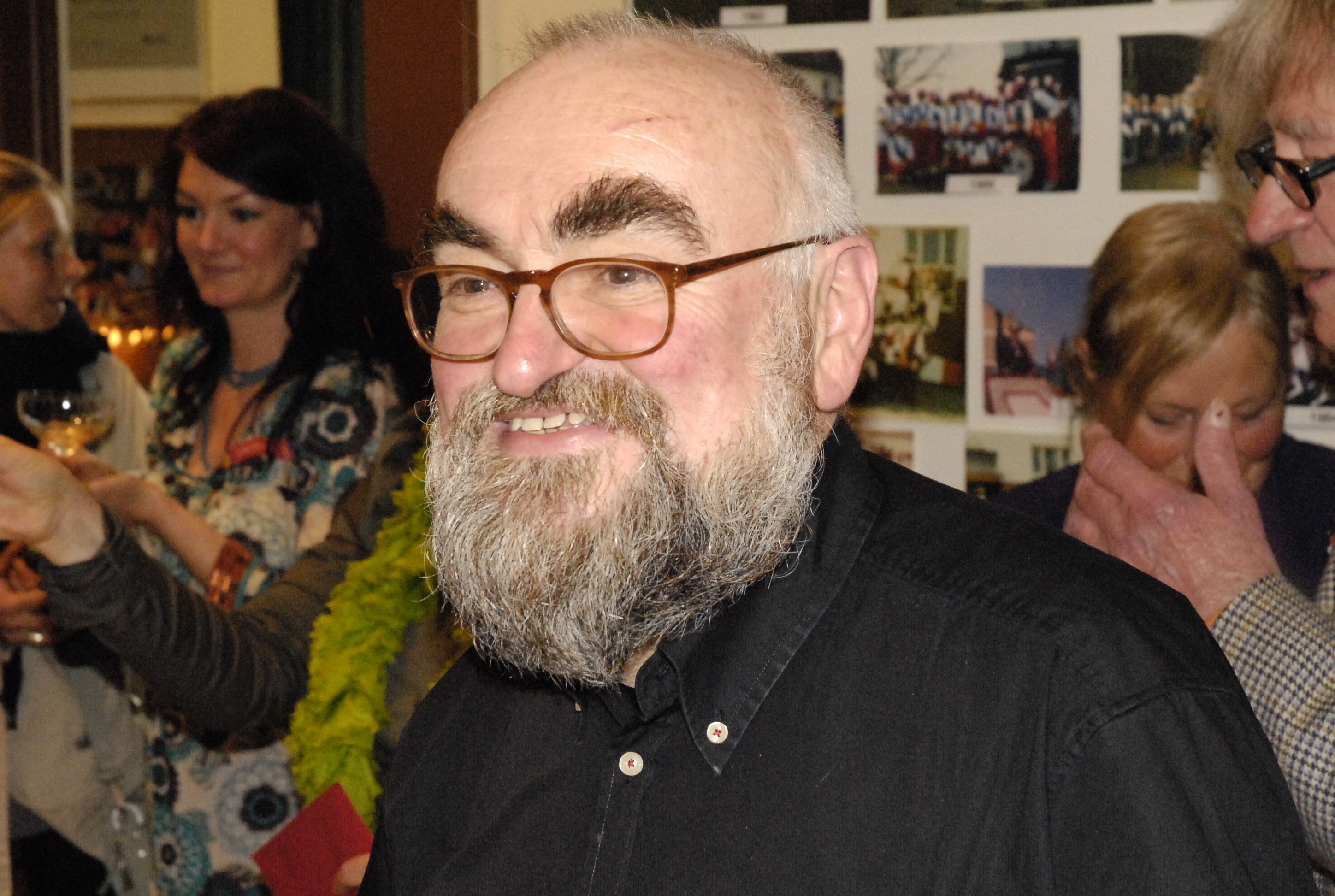
Herbert Rosner 2010

Herbert Rosner (* 1950 in Bernburg (Saale)) ist ein deutscher Künstler.
Sein künstlerisches Wirken erstreckt sich von Malerei, Assemblagen, Plastiken und Skulpturen über collagierte Arbeiten bis hin zu Linoldrucken.
Seit den 90er Jahren schreibt er auch Gedichte.

## Leben
Herbert Rosner lebt seit 1958 in Köln. Er studierte ab 1968 an den Kölner Werkschulen und schloss das Studium 1972 mit Examen und Diplom ab, 1976 wurde er Meisterschüler bei Marianne Kohlscheen-Richter. Von 1991 bis 1994 arbeitete er als Lehrbeauftragter an der FH im Modellstudiengang Design und war 1994 an der Gründung des Kunstvereins Köln rechtsrheinisch (KKr) beteiligt. Von 1996 bis 2015 war er Kunsterzieher am Erzbischöflichen Berufskolleg Köln. Seit 1996 ist er Kurator des Kunstforums St. Clemens.

## Ausstellungen (Auswahl)

### Einzelausstellungen
- 1973 Städtische Galerie, Brühl; Galerie Petit, Köln
- 1982 Stadtmuseum Remscheid; Galerie Baumgarten, Freiburg; Tagesklinik Alteburger Straße, Köln
- 1984 Variationen und Masken, Kunstforum St. Clemens, Köln
- 1991‑93 Gedanken sind frei, Museen in Bernburg, Nienburg/Weser, Rheine und Arnsberg; Thomas‑ Morus Akademie, Bergisch Gladbach
- 1994 Les pensées sont libres, Château des Ducs de Rohan, Bretagne (Frankreich); Galerie Rackey, Bonn
- 1996 Die IDEN des MERZ, Kunstverein Crailsheim; Hommage au Théâtre, Galerie Wiese, Rotenburg; Assemblagen, Galerie Avantgarde Christian Gerber, Duisburg
- 1998 Die IDEN des MERZ, Städtische Galerie Abdinghof, Paderborn
- 1999 Die IDEN des MERZ, Stadtmuseum, Siegburg; Tuchfabrik, Trier; Kunstverein Köln rrh. (KKR), Köln
- 1999‑2000 Metamorphosen, Jubiläumsausstellung zum 50. Geburtstag des Künstlers, Museum Schloss Bernburg/Saale (Sachsen‑Anhalt)
- 2001 Vanitas vanitatum, Ausstellung im Kunstforum St Clemens, Köln
- 2002 Wunderkammer, Kunstraum Köln-Sülz
- 2004 Poesie der Dinge, Westfälisches Industriemuseum Glashütte Gernheim, Minden
- 2007 Das romantische Prinzip II., Städt. Galerie Wesseling
- 2009 Teatrum mundi, Maternushaus, Köln
- 2012 HERBST-zeitlos, Städtische Galerie, Wesseling
- 2016 Poesie mit Material, Kulturraum Altstadt, Hewel-Herrmann/J. Herrmann, Köln
- 2018 Mythologie der Dinge, Retrospektive, Galerie Manoel Nunes[1]
- 2019 Mythologie der Dinge II., Städt. Galerie Wesseling
- 2024 Male laut und spiele leise, Schmuckgalerie Tam Ueķermann, Südstadt Köln

### Gruppenausstellungen
- 1982 Möglichkeiten von Wirklichkeit, Künstlerhaus Karlsruhe und Hahnentor, Köln
- 1983 Neuerwerbungen, Museum für Neue Kunst, Freiburg
- 1983‑86 Gr. Kunstausstellung, Kunstpalast/Ehrenhof, Düsseldorf
- 1987 A propos Köln, Kölner Stadtmuseum
- 1989 Der Name der Freiheit, Ausstellung zum 200. Jahrestag der Französischen Revolution, Philharmonie u. Stadtmuseum, Köln
- 1990 Kölner Kästchentreffen, Museum Katharinenhof, Kranenburg/Ndrh.
- 1990 Kreuzwege, Künstlerhaus Karlsruhe
- 1992 Kreuzwege, Kunstverein, Theater der Stadt Gummersbach
- 1992 Kunstverein Siegen
- 1993 Bühne frei…, Kölner Kästchentreffen im Theatermuseum Düsseldorf; Museen Blankenheim und Königswinter
- 1994 Sesam öffne dich…, Museum für Neue Kunst, Freiburg
- 1995 Offene Weiten, Kunstverein Köln rechtsrheinisch (KKR), Köln; Linolschnitt heute, Städtische Galerie Bietigheim/Bissingen
- 1997 Vom Stand der Dinge, Kreismuseum Blankenheim
- 1998 Ethik und Heuchelei, Kreuzgang St. Remigius, Bonn
- 2019 Weltenbilder Teil 2, Kunstforum Eifel, Gemünd
- 2020 TRIAS, Ausstellung im Kunstforum St. Clemens mit Maria Pac-Pomarnacki und Brigitte B. Nielsen, Köln

## Theaterstücke
Es handelt sich bei allen Stücken um Papier- und Objekttheater-Inszenierungen.
- 1988 „Die Liebe zu den drei Orangen“ (frei nach Prokofjev / Herbert Rosner)
- 1989 „Die IDEN des MERZ“ (Herbert Rosner)
- 1991 „Rendez-Vous der Freunde“ (Herbert Rosner)
- 1992 „Der Schulmeister“ (Herbert Rosner)
- 1992 „Positionswechsel“ (Herbert Rosner mit Nikolaus Hoffmann, Kontrabass)
- 1993 „King Lear“ (Herbert Rosner mit Nikolaus Hoffmann, Kontrabass)
- 1994 „Metamorphosen der Bassnachtigall“ (Musik: Dorothée Hahne / Herbert Rosner)
- 1995 „Die letzte Nacht im Kinderzimmer“ (Herbert Rosner)
- 1995 „Portable 2“ (Musik: Dorothée Hahne / Herbert Rosner)
- 1997 „Bluthochzeit“ (Herbert Rosner)
- 1997 „La Paloma“ (Musik: Paul Hombach / Herbert Rosner)
- 2004 „Partir c’est toujours un peu mourir“ (Astrid und Herbert Rosner)
- 2008 „Ex Oriente Lux“ (Astrid und Herbert Rosner)
- 2009 „Von hier aus an den Rhein“ (Astrid und Herbert Rosner)
- 2012 „Winterreise“ (Astrid und Herbert Rosner)
- 2012 „Le Bal“ (Herbert Rosner)
- 2015 „Der vergessene Garten“ (Astrid und Herbert Rosner)
- 2018 „Amor und Mars“ (Astrid und Herbert Rosner)